# Josep Rovira
Josep Rovira Canals (Rubí, Barcelona, 1902 – París, 1968) fue un político y militar español, dirigente del Partido Obrero de Unificación Marxista (POUM). Durante la Guerra civil llegó a mandar varias unidades milicianas en el frente de Aragón, siendo arrestado por las autoridades republicanas en el contexto de la represión contra el POUM.

## Biografía

### Carrera política
Nacido en el seno de una familia de clase trabajadora, comenzó a trabajar como albañil a los 13 años de edad. Al negarse a participar en la guerra del Rif, desertó y se exilió en Francia. Allí conoció a Francesc Macià, con el que colaboraría en la preparación del Complot de Prats de Molló, organizado en 1926 por Estat Català. 
Regresó a Cataluña donde evolucionó hacia el socialismo revolucionario, por lo que tras militar brevemente en Estat Català-Partit Proletari ingresó en enero de 1933 en el Bloque Obrero y Campesino (BOC), liderado por Joaquín Maurín. En abril de 1934 fue elegido miembro de su Comité Ejecutivo.
En aquella época fue además uno de los principales animadores del Ateneo Enciclopédico Popular de Barcelona. En este centro conoció a la militante del BOC, María Manonelles, que se convertiría en su compañera. En 1934 se encargó de la dirección del semanario L’Hora, y en octubre de ese año desarrolló una amplia actividad al frente de los Grupos de Acción del BOC durante la Revolución de octubre de 1934. En septiembre de 1935 el BOC se fusiona con la Izquierda Comunista de España dando nacimiento al Partido Obrero de Unificación Marxista (POUM), del que pasa a ser miembro del Comité Ejecutivo.

### Guerra civil
El 18 de julio de 1936, ante el golpe de Estado, organiza a través del Comité Militar que dirige, la intervención armada de los grupos de combate del POUM, que junto a las milicias de la CNT, la Guardia de Asalto y la Guardia Civil, derrotarán la sublevación en la capital catalana.
El 21 de julio se creó el Comité Central de Milicias Antifascistas de Cataluña en el que es nombrado representante del POUM. En agosto marchó hacia Aragón, donde tomó el mando de las columnas milicianas del partido que luchan en los frentes de Zaragoza y Huesca. Llegó a dirigir la columna «Lenin», compuesta por militantes del POUM. Al producirse la militarización de las milicias la columna se convierte en la 29.ª División del Ejército republicano, permaneciendo como su comandante hasta junio de 1937.
El 16 de junio de 1937 se desencadenó la represión contra los dirigentes y militantes del POUM, que se cobrará la vida de Andrés Nin. Ese mismo día, tras participar en la ofensiva contra Huesca, recibe orden del Alto Mando del Ejército del Este para presentarse en el cuartel general de Barcelona. Allí fue detenido por la policía. Tras las protestas de las divisiones 24.ª y 28.ª (confederales) que combaten junto a la 29.ª, Indalecio Prieto intervino como Ministro de Defensa y terminaría siendo liberado. No obstante la 29.ª División es disuelta en el mes de julio como parte del proceso de represión del POUM. A pesar de ello los oficiales consiguen ser destinados a otras unidades del Ejército.
El POUM se reorganizó en la clandestinidad durante el siguiente periodo de la guerra civil española, siendo elegido Rovira miembro del Comité Ejecutivo clandestino. En octubre de 1938 es de nuevo detenido y encarcelado, aunque no es incluido en el proceso judicial contra el POUM, sino acusado de participar en las Jornadas de mayo de 1937 y otras graves acusaciones. Este proceso no pudo llegar a término debido a la entrada de las tropas franquistas en Barcelona en enero de 1939. Logró ser liberado de la Cárcel Modelo de Barcelona por un comando del POUM y pasar a Francia cuando el Ejército rebelde se encontraba ya cerca de la frontera.

### Posguerra
En el exilio participó en la reorganización del POUM, encargándose de la ayuda a los presos durante la Segunda Guerra Mundial, organizando una red en colaboración con la Resistencia francesa para pasar la frontera pirenaica a presos evadidos, agentes de la Resistencia y judíos perseguidos por los nazis. Esta red, la línea VIC, fue creada con la ayuda de Victor Gerson, agente de los servicios secretos británicos, llevaba del norte de Francia hasta a Barcelona y Gibraltar, cruzando la frontera gracias al "Grup Martín" dirigido por Rovira.
El 10 de noviembre de 1944 se celebra en Toulouse una conferencia general del POUM en el exilio. Tras ella la evolución política de Rovira le llevó a la escisión, junto a un sector del partido, que desembocará en la fundación del Moviment Socialista de Catalunya. En 1965 participó no obstante en los actos conmemorativos del 30.º aniversario de la fundación del POUM. Falleció en París en 1968, siendo sus restos trasladados a Cataluña unos años después.